# The Adventures of T-Rex
The Adventures of T-Rex (As Aventuras dos T-Rex) foi um desenho animado exibido nos anos de 1992 e 1993 nos EUA criada por Michael Wahl e Lee Gunther. Nos EUA foi exibido originalmente na rede A&E, enquanto no Brasil foi exibido pela Rede Globo.
Durou apenas uma temporada e contava a história de cinco dinossauros irmãos em um clube de jazz que se reuniam para fazer apresentações com fins beneficentes e, secretamente, combatiam o crime organizado na cidade com armaduras. Tinha como frase característica "T-Rex é o nome, no combate ao crime", quando os cinco irmãos se equipavam nos fundos do clube de jazz para combater o crime. O único que sabia do segredo do grupo era seu tutor, o prefessor Edison, que também os auxiliava. Cada personagem tinha uma característica própria, além de possuírem cores próprias sempre presentes em suas roupas de jazz e nas armaduras que usavam para combater os crimes, sendo eles: Bernie (azul), Bruno (rosa), Bubba (verde), Buck (amarelo) and Bugsy (roxo).